# Pantomallus rugosus
Pantomallus rugosus är en skalbaggsart som beskrevs av Martins och Maria Helena M. Galileo 2005. Pantomallus rugosus ingår i släktet Pantomallus och familjen långhorningar. Inga underarter finns listade i Catalogue of Life.